# Michael Halliday
Michael Halliday (frequentemente abreviado como M.A.K. Halliday) (Leeds, 13 de abril de 1925 - Sydney, 15 de abril de 2018) foi um linguista britânico e australiano que desenvolveu uma teoria gramatical conhecida como Gramática Sistêmico-Funcional (GSF) e, consequentemente, a abordagem conhecida como Linguística Sistêmico-Funcional (LSF).
Halliday foi aluno do linguista britânico J. R. Firth e, a partir das ideias de Firth, desenvolveu uma nova abordagem de análise gramatical, que chamou de Gramática de Escala e Categorias, sendo esta a base de sua teoria. Originalmente construída sobre o chinês e o inglês, a LSF de Halliday vem sendo amplamente utilizada e adaptada para diversos idiomas.
A proposta teórica da Halliday implicou o questionamento das ideias de dois grandes linguistas, Ferdinand de Saussure e William Labov, já que nenhum dos dois dava grande atenção ao binarismo língua e fala. No livro Language as Social Semiotic: The Social Interpretation of Language and Meaning (1978), Halliday discorre sobre este novo modelo para o estudo da linguagem integrando o componente sociocultural como chave em sua compreensão.
Assim, a principal ideia do linguista, que foi ampliada por seus seguidores ao longo dos anos, é estudar a linguagem relacionada com seu funcionamento em sociedade. Desta forma, a linguagem para Halliday é vista como um sistema sociossemiótico, com várias possibilidades de escolha de significados. Esses significados são organizados em termos de três metafunções: funções generalizadas ao nível do sistema, operando na própria organização das opções disponíveis em uma língua.

## Biografia
Halliday obteve seu bacharelado em Língua e Literatura Chinesa na Universidade de Londres e, posteriormente, realizou pós-graduação em Linguística na Universidade de Pequim e na Universidade de Cambridge, onde ele obteve seu título de doutor em 1955.

## Linguística Sistêmico-Funcional

### Linguística Sistêmico-Funcional e oposição à tradição gerativa
Em 1985, Halliday publicou o livro An Introduction to Functional Grammar (sem tradução para o português). Uma edição revisada foi publicada em 1994 e mais duas outras edições foram publicadas em 2004 e em 2014, com a colaboração de Christian Matthiessen.
Halliday rejeita explicitamente a abordagem ligada à tradição gerativista, a proposta formalista mais conhecida. Para ele, o uso da lógica formal nas teorias linguísticas é "irrelevante para a compreensão da linguagem", bem como considera o uso dessas abordagens como "desastrosas para a linguística". Especialmente falando sobre Noam Chomsky, ele escreve que "problemas imaginários foram criados por toda a série de dicotomias que Chomsky introduziu ou assumiu sem problematizar: não apenas sintaxe/semântica, mas também gramática/léxico, linguagem/pensamento, competência/performance. Uma vez que essas dicotomias foram colocadas em questão, o problema de localizar e manter os limites entre elas também foi criado".

### Linguística Sistêmico-Funcional no Brasil
No Brasil, as ideias de Halliday foram difundidas a partir da década de oitenta, sendo utilizadas em áreas como a análise do discurso, o ensino de língua estrangeira, o ensino de língua materna, a educação a distância, a tradução, a linguística de corpus e o estudo de semióticas visuais.
Meurer e Balocco destacam que as primeiras utilizações de LSF no Brasil foram feitas pelas professoras Rosa Konder e Carmen Rosa Caldas-Coulhard, para a formação de professores de inglês como língua estrangeira na Universidade Federal de Santa Catarina. O Programa de Pós-Graduação em Linguística Aplicada e Estudos da Linguagem da PUC-SP, o primeiro programa de pós-graduação stricto sensu em Linguística Aplicada do Brasil, criado em 1970, também foi fundamental para a difusão da teoria.

## Trabalhos selecionados
- 1967–68. "Notes on Transitivity and Theme in English, Parts 1–3", Journal of Linguistics 3(1), 37–81; 3(2), 199–244; 4(2), 179–215.
- 1973. Explorations in the Functions of Language no Google Livros, London: Edward Arnold.
- 1975. Learning How to Mean no Google Livros, London: Edward Arnold.
- Com C.M.I.M. Matthiessen, 2004. An Introduction to Functional Grammar no Google Livros, 3d edn. London: Edward Arnold. (4th edn. 2014)
- 2002. Linguistic Studies of Text and Discourse no Google Livros, ed. Jonathan Webster, Continuum International Publishing.
- 2003. On Language and Linguistics no Google Livros, ed. Jonathan Webster, Continuum International Publishing.
- 2005. On Grammar no Google Livros, ed. Jonathan Webster, Continuum International Publishing.
- 2006. The Language of Science no Google Livros, Jonathan Webster (ed.), Continuum International Publishing.
- 2006. Computational and Quantitative Studies no Google Livros, ed. Jonathan Webster, Continuum International Publishing.
- Com W. S. Greaves, 2008. Intonation in the Grammar of English no Google Livros, London: Equinox.